# Великий піренейський гірський собака
Великий піренейський гірський собака або Піренейський зенненхунд (фр. Chien de Montagne des Pyrénées) — порода собак-охоронців худоби з Франції, де її зазвичай називають Пату. Порода походить з французької сторони Піренейських гір, які розділяють Францію та Іспанію.
Порода широко використовується по всій Франції як охоронець худоби, особливо у французьких Альпах і Піренеях, захищаючи стада від хижаків вовків і ведмедів. Порода відома в Сполучених Штатах, де її також використовують для захисту зграй від різних хижаків.
Порода стала відомою у 1965 році завдяки французькому телесеріалу Белль та Себастьян, за романом Сесіль Обрі, Пізніше вийшов японський мультиплікаційний серіал. У 2013 році був зроблено фільм Белль та Себастьян.

## Історія

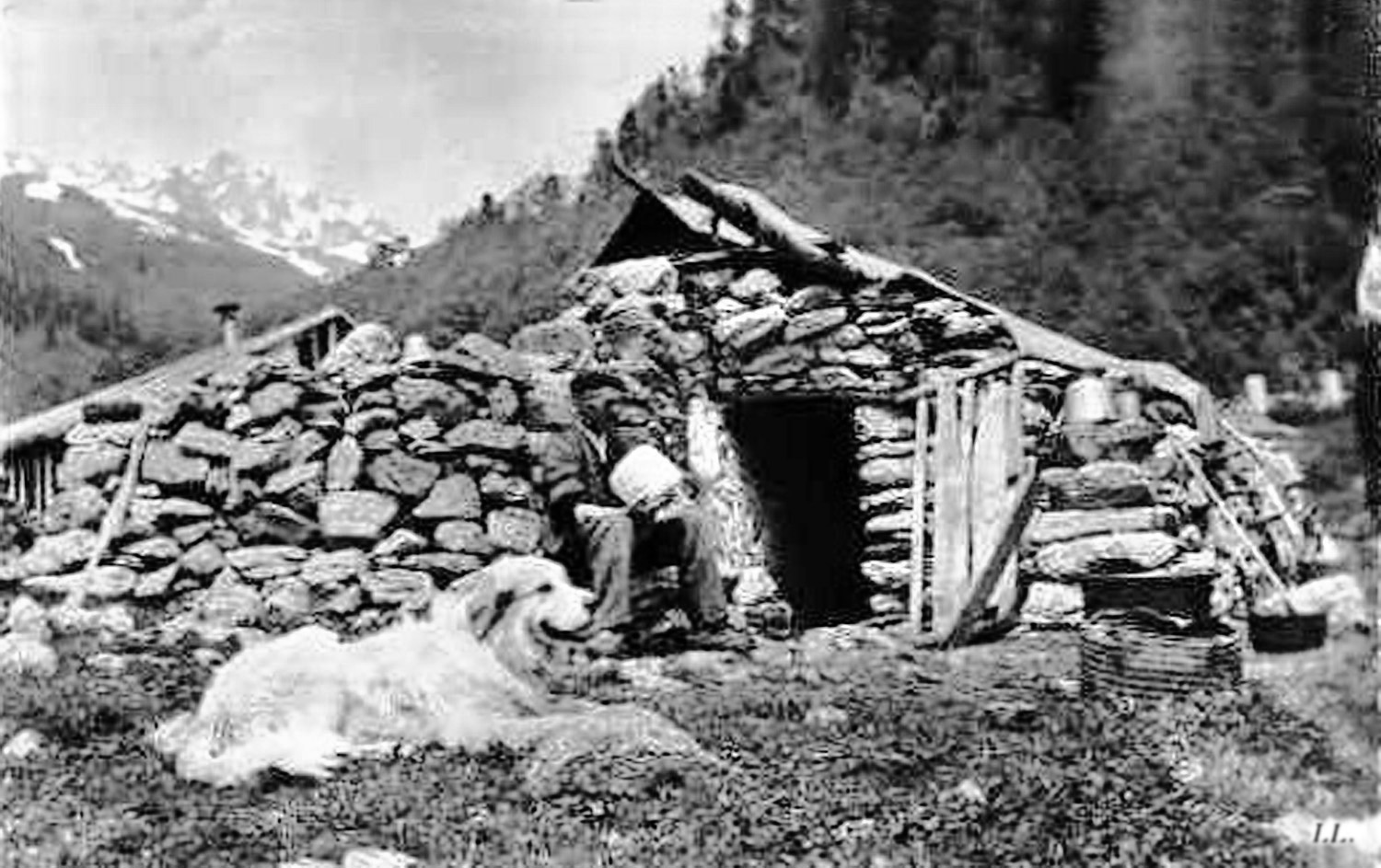
Великий піренейський гірський собака. Початок 20 століття

Великий піренейський гірський собака — традиційна порода Піренеїв. Іноді стверджується, що його предки — і предки піренейського мастифа — були білими собаками-охоронцями худоби, привезеними в цей регіон з Азії в римські часи, і, таким чином, вони пов'язані з мареммано-абрузькою вівчаркою Італії та кувасом Угорщини. Геномні дані поміщають його в той самий генетичний клас, що й фараонова собака, Чірнеко дель Етна та Івицький хорт.
У сімнадцятому столітті мадам де Ментенон і Людовик Великий Дофін Франції, привезли собак цього типу до двору короля Людовика XIV, де вони незабаром стали користуватися великим попитом, король навіть назвав її королівським собакою Франції. Французьке дворянство використовувало їх для охорони своїх замків, особливо на півдні країни. Іноді стверджують, що французькі поселенці привезли цих собак із собою до Канади й що вони є одними з предків ньюфаундлендської собаки. У 1830-х роках піренейські гірські собаки були використані як одна з основоположних порід при створенні леонбергера.
З винищенням вовків з Піренеїв популярність породи впала, і до початку 20 століття вона опинилася на межі вимирання. Місцеві пастухи продавали цуценят нетерплячим туристам, і саме з цих цуценят порода потрапила до Британії, де кілька були зареєстровані в Кінологічному клубі на початку століття. Потім британський інтерес до цієї породи знизився протягом першої світової війни. Французький аристократ і кінолог Бернар Сенак-Лагранж врятував породу від вимирання на початку 20-го століття, подорожуючи горами, щоб зібрати найкращі доступні зразки для створення племінної бази. Сенак-Лагранж заснував перший клуб породи та склав перший стандарт породи для породи в 1923 році; він також зареєстрував породу як Піренейський зенненхунд в тому ж році. У 1946 році Королівське кінологічне товариство Іспанії визнала породу Великий піренейський гірський собака — як піренейського мастифа з дещо іншим стандартом породи.
Ще в 1662 році баскські рибалки привезли своїх французьких піренейських і португальських собак на Ньюфаундленд, де вони зробили свій внесок у знамениту породу Ньюфаундленд. У 1824 році повідомлялося, що генерал Лафайєт надіслав із Франції двох великих піренейських гірських собак своєму другові в Америку. Томас Джефферсон також попросив кількох французьких друзів надіслати йому цих собак. Однак порода не залишилась на континенті. Великого піренейського гірського собаку знову імпортували з Франції перед Другою світовою війною до Північної Америки в розплідник Basquaerie у Массачусетсі. Собак швидко прийняли, і в 1934 році був заснований клуб. Порода стала фаворитом виставок як у Канаді, так і в Сполучених Штатах. У 1935 році Американський кінологічний клуб прийняв новий стандарт породи, який мав ряд відхилень від французького оригіналу, які не були дозволені у Франції. Цей стандарт сприяв перебільшенню певних фізичних особливостей за рахунок функціональної форми та пізніше був прийнятий Британським кінологічним клубом. Щоб боротися з погіршенням виставкових ліній породи в їхній країні, у 2011 році Британський клуб породи Великий піренейський гірський собака випустив брошуру з інструкціями для виставкових суддів не нагороджувати представників породи: гламурних, товстих, з короткою мордою, худих та м'язистих, з негустою шерстю, через що вони не можуть виконувати свою початкову роль у високогірних регіонах.
Історія великого піренейського гірського собаки в Австралії почалась у Піренейських горах з покупки двох собак Семюель Пратт Вінтером у 1843 році. Собак протягом наступних 35 років розводили та використовували як охоронців як від дикої собаки Динго, так і від злодіїв у штаті Вікторія та Тасманії. Пізніше вони зникли як робочі собаки ще до початку нового століття. Новий імпорт почався в 1939 році, відновивши породу. Клуб великих піренейських гірських собак Вікторії, організований у 1971 році, підтримує породу по всій країні. Собак імпортували з Північної Америки, Великобританії, Франції та інших країн Європи.
Піренейський гірський собака також зустрічається в Новій Зеландії з 1947 року. Його ввезли з Австралії та з Великобританії. Клуб піренейських гірських собак був створений у 1970-х роках, і порода визнана Новозеландським кінологічним клубом.

### Різні піренейські гірські собаки
Великого піренейського гірського собаку часто плутають з Піренейською вівчаркою, який сьогодні вважається найстарішою французькою вівчаркою (вона була виставлена в 1921 році). Різниця між ними:
- Характеристики: на відміну від великого піренейського гірського собаку, піренейська вівчарка середнього розміру (40-50 см), легкий на вигляд. Його голова нагадує голову бурого ведмедя з чорним носом, карими очима з повіками в чорній оправі та вертикальними вухами. Він також має та м'язисті кінцівки. Його шерсть довга і жорстка, густа і шерстиста на спині. Окрас може бути сірого, сріблясто-сірого, білого / жовтого кольору з різною градуюванням.
- Навички: Піренейська вівчарка має репутацію жвавої, сміливої та розумної собаки, але також більш «сільської», тобто більше охороняє житло. Також (рідко хворіє, стійкий не лише до поганої погоди, але й до таких хвороб, як хвороба Карре. Він витримує голод протягом кількох днів, тому що, як відомо, пасеться травою (яка, не годуючи його, обманює його голод).
- Використання: використовувався під час війни для пошуку поранених. Сьогодні він виділяється як чудова вівчарка. Його жвавість і відданість також роблять його дуже популярною собакою-компаньйоном .

## Опис

### Зовнішній вигляд
Великий піренейський гірський собака — це дуже велика та міцна порода собак-охоронців худоби, у якої, згідно зі стандартом породи Центрального кінологічного товариства Франції, самці мають зріст від 70 до 82 см і самки від 65 до 77 см. Здорові дорослі зазвичай важать від 55 до 75 кг. Голова породи не надто велика порівняно з тілом; він має довгу, широку і злегка загострену морду з губами, які не висять, і маленькими трикутними вухами, які звисають до голови.
Грудна клітка широка і глибока. Вона опускається до рівня ліктя, не нижче, її висота дорівнює або трохи менше половини висоти собаки в холці. Ребра злегка закруглені. Хвіст опускається щонайменше до скакального суглоба . Він кущистий і утворює перо, у спокої його тримають низько, переважно з його кінцем у вигляді гачка. Коли собака не спить, вона стоїть на спині, сильно згорбившись, лише її кінець торкається попереку.
Відмінною особливістю породи є те, що вона має подвійні кігті на задніх лапах, відсутність яких вважається дискваліфікаційною вадою на екстер'єрних виставках.
Порода має довгу і густу подвійну шерсть, яка забезпечує захист від суворої погоди; довга і плоска зовнішня шерсть особливо довга навколо шиї, хвоста і задньої частини ніг, і має тонку і густу нижню шерсть. Порода має переважно біле забарвлення, з плямами чорного, борсукового, сірого (борсукова або вовча шерсть), блідо-жовтого або помаранчевого на голові, вухах і біля основи хвоста, а іноді і на тілі. Плями борсукової шерсті найпопулярніші, але вони зазвичай зустрічається у цуценят та частіше зникають з віком собаки. Хоча чистопородні екземпляри породи з чорними плямами зустрічаються у виводках, таке забарвлення вважається недоліком на виставкових собаківниках і не дозволяється на виставках конформації.
Хода піренейського гірського собаки потужна і легка, ніколи не позначена важкістю, рухи більш широкі, ніж швидкі, і не позбавлені певної гнучкості та певної елегантності. Кути цієї собаки дозволяють їй робити стійку ходу.

### Поведінка
Великий піренейський гірський собака відомий своєю незалежністю і захисним характером, привабливими якостями для фермерів, які хочуть захистити свою худобу. Ця порода також досить популярна у великих домогосподарствах не лише завдяки своїм великим розмірам, але й завдяки своїй здатності захищати всіх членів родини, а також тому, що вона особливо ніжна до дітей; хоча також відомо, що він насторожено ставиться до незнайомців.
Піренейський зенненхунд вважається однією з найбільш інтелектуальних порід, однак їх важко дресирувати через їхню незалежність. Крім того, через його великі розміри, тренування є необхідним у ранньому віці, інакше це може стати фізично важким для встановлення слухняності пізніше.

## Використання
Протягом тисячоліть ці собаки використовувалися пастухами в усьому Піренейському регіоні для захисту своїх отар від хижаків вовків і ведмедів; у цій ролі вони зазвичай були оснащені важким залізним нашийником із довгими цвяхами для захисту під час боротьби з вовками. Їх часто використовували пастухи в поєднанні з набагато меншою піренейською вівчаркою. Перший охороняв отари, а другий пас їх. Їх також використовували для контрабанди між Францією та Іспанією, перевозячи пакунки через Піренеї непрохідними для людей маршрутами, щоб уникнути виявлення митниками. Піренейський гірський собака сьогодні використовується у своїй початковій ролі як охоронець худоби для французьких вівчарок у французьких Піренеях і французьких Альпах, а також у Сполучених Штатах.

### Франція
На початку 1980-х років фермери в Центральному масиві та Лозері зіткнулися з проблемами, пов'язаними з бродячими собаками, які нападали на їхні отари, тому французький Національний інститут агрономічних досліджень, технічний інститут розведення овець і кіз (ІТОВІК) розпочав експеримент з 15 піренейськими зенненхундами, які належали фермерам. Наприкінці 1980-х років експеримент ITOVIC було завершено, і було створено Асоціацію сприяння захисту тварин з приблизно 15 заводчиками піренейських зенненхундів з метою забезпечення потенційних фермерів відповідними собаками-охоронцями худоби, а до 1991 р. на фермах працювало близько 100 собак.
На початку 1990-х років вовки почали переходити з Італії до Франції, де вони закріпилися приблизно на одній третині її континентальних територій, зокрема у Французьких Альпах і Провансі, а також по всьому Центральному масиву. Ще до того, як у Франції було публічно повідомлено про наявність вовків, деякі фермери навколо національного парку Меркантур повідомили про незвичайну зграю хижаків, яка робить шкоду місцевим свійським тваринам та тваринам парку. Влада на той час приписувала все це неконтрольованим домашнім собакам. Через те, що вовки охороняються у Франції; щоб захистити фермерства від хижацтва вовків, з кінця 1990-х років французький уряд субсидував різні методи захисту отар від хижацтва, включаючи електрифіковані огорожі пасовищ, безпечні електрифіковані нічні загони, наймання додаткових робітників на фермі, придбання, дресирування та утримання собак-охоронців худоби. Цікаво, що після винищення вовків із Франції в 1800-х роках собак-охоронців худоби не було у французьких Альпах більше століття. В 1990-ті роки французький піренейський зенненхунд був обраний породою для захисту фермерства тому, що випробування породи вже проводилися та всередині країни Асоціація сприяння захисту тварин займалася розведенням піренейських зенненхундів спеціально для цієї мети.
У середині 1990-х років французький уряд почав імпорт європейських бурих ведмедів зі Словенії в Піренеї, щоб врятувати вид від винищення з регіону шляхом генетичного інбридингу, оскільки місцева популяція скоротилася до шести ведмедів. Зі збільшенням кількості ведмедів у регіоні місцеві пастухи повідомили про збільшення втрат поголів'я через хижацтво ведмедів, особливо в літні місяці, коли пастухи пересувають свої отари в гори, щоб пастися на літніх альпійських пасовищах. Щоб допомогти пастухам, було надано державне фінансування для впровадження тих самих заходів захисту, що й для вовків, а піренейських зенненхундів передали фермерам у Піренеях, щоб охороняти отари від хижаків. Дослідження, проведені в середині 2000-х років, показали, що пастухи, які використовували піренейських зенненхундів у Піренеях, повідомляли про 90 % менше втрат поголів'я через хижаків, ніж пастухи, які не використовували собак. Повторне використання піренейських зенненхундів у Піренеях не обійшлося без проблем, з повідомленнями про те, що на туристів, які перетинали гори, нападали опікуни худоби, які захищали їхні отари, що призвело до випуску двомовної брошури, щоб застерегти пішоходів і велосипедистів від ризикована поведінка з метою зменшення інцидентів.
У 2009 році понад 1000 піренейських зенненхундів використовувалися для захисту отар від вовків в Альпах і 500 для захисту отар у Піренеях. У 2019 році уряд Франції виділив фінансування для утримання 4258 собак-охоронців по всій країні, 92 % з яких були у французьких Альпах і Провансі, хоча оцінюється загальна кількість собак, які працювали на той час було близько 5000.

### Сполучені Штати
Починаючи з кінця 1970-х років, вівчарі в Сполучених Штатах почали використовувати собак-охоронців худоби, щоб захистити свої отари від різних хижаків, зокрема койотів, барибалів, пум і ведмедів грізлі. Кілька факторів вплинули на перехід до інтеграції собак-охоронців худоби в сільськогосподарські операції, включаючи федеральні обмеження на використання отрут для контролю чисельності хижаків. Опитування 1986 року серед понад 400 фермерів, які використовували 763 собаки-охоронці худоби в Сполучених Штатах, показало, що 57 % з них використовували піренейських зенненхундів.

## Галерея

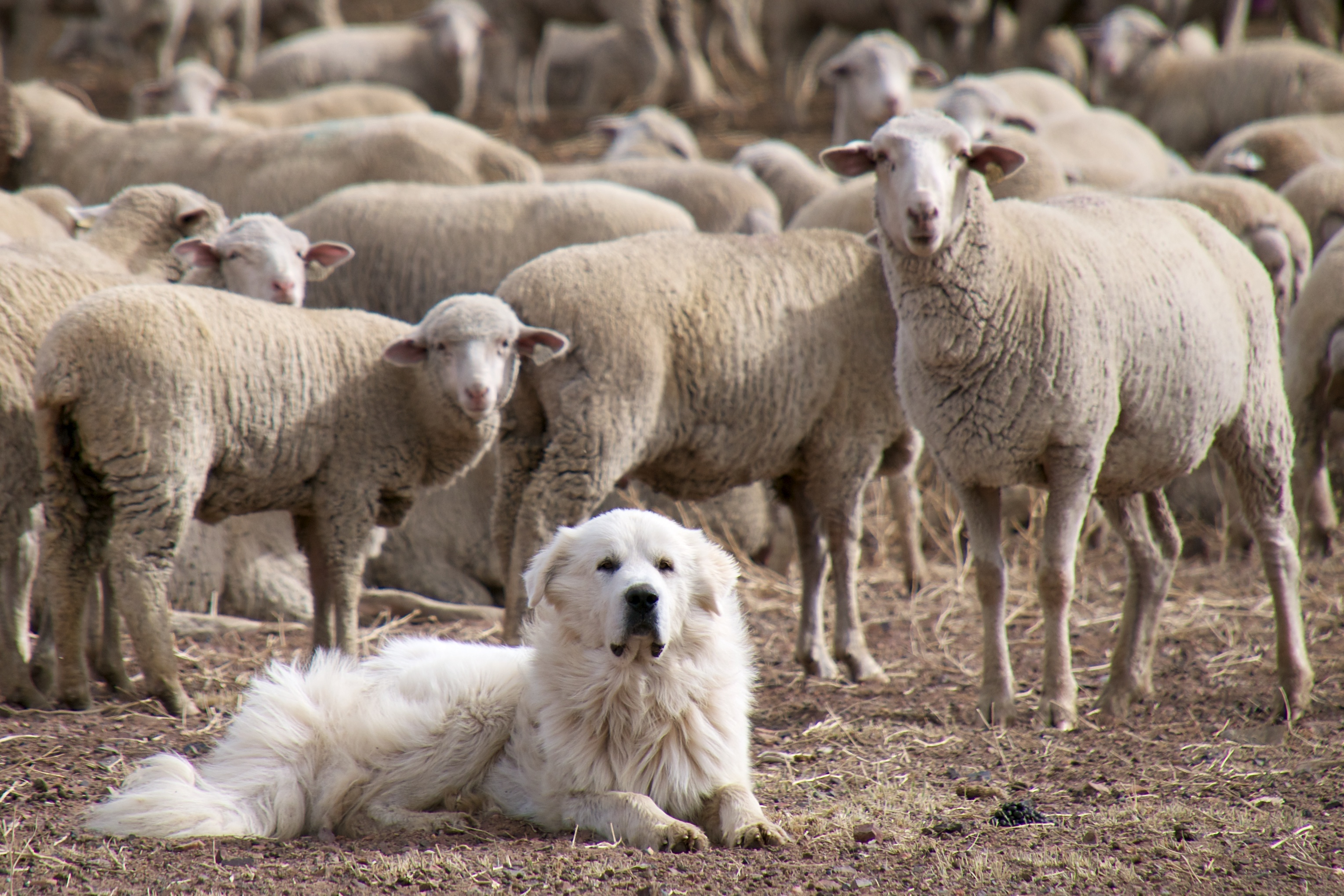
Великий піренейський гірський собака - вівчарка
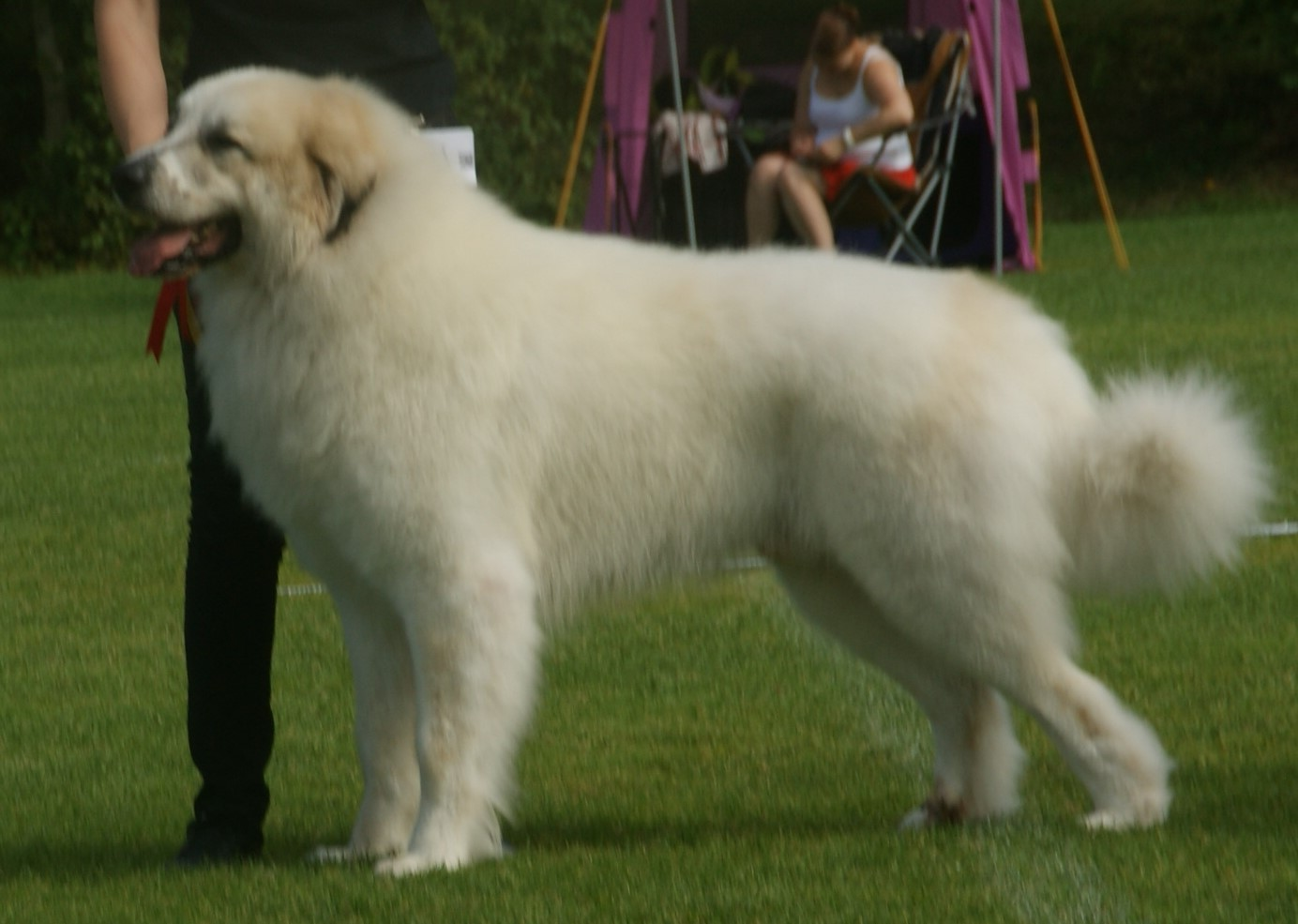
Великий піренейський гірський собака
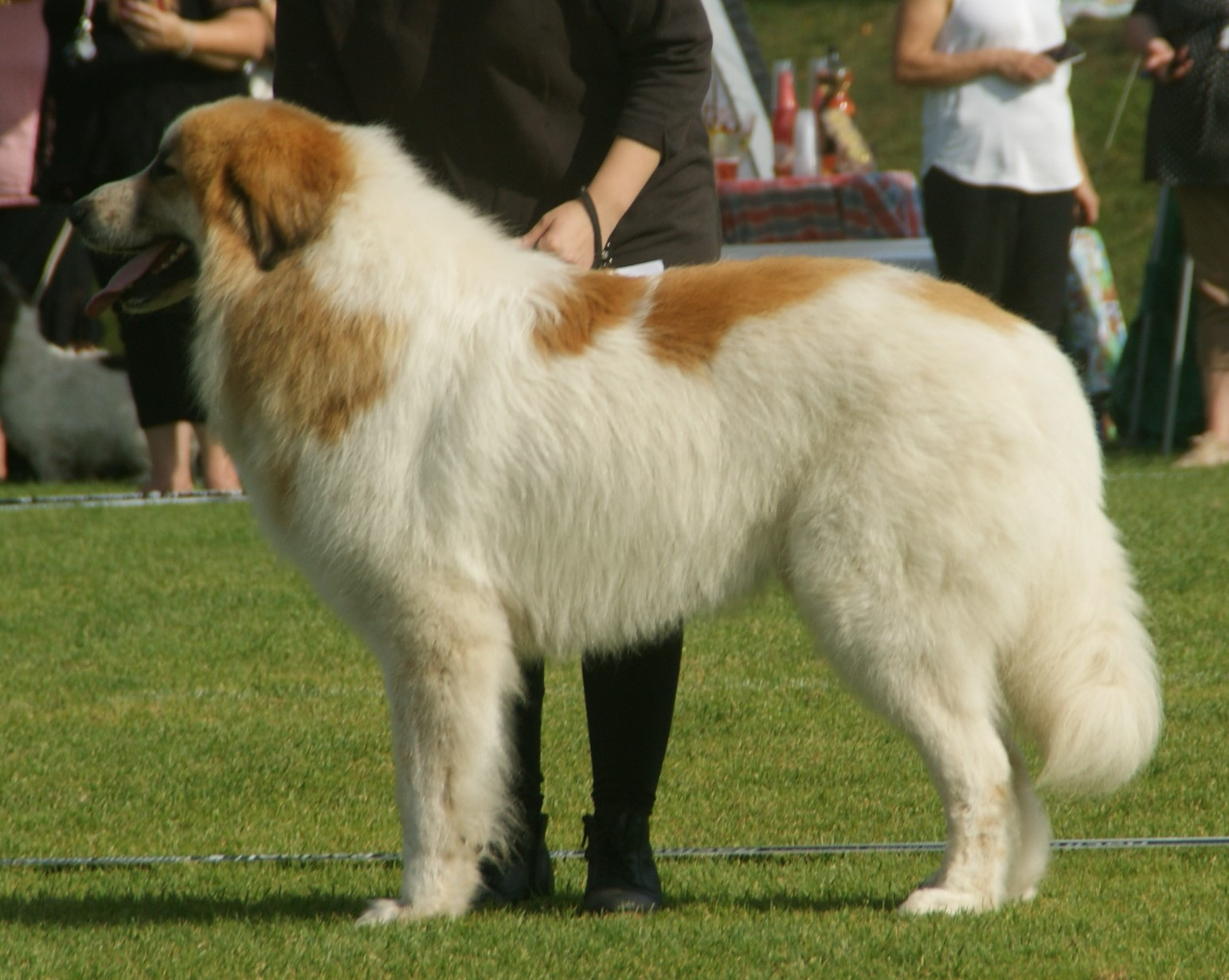
Великий піренейський гірський собака. Біле забарвлення, з плямами коричневого кольору
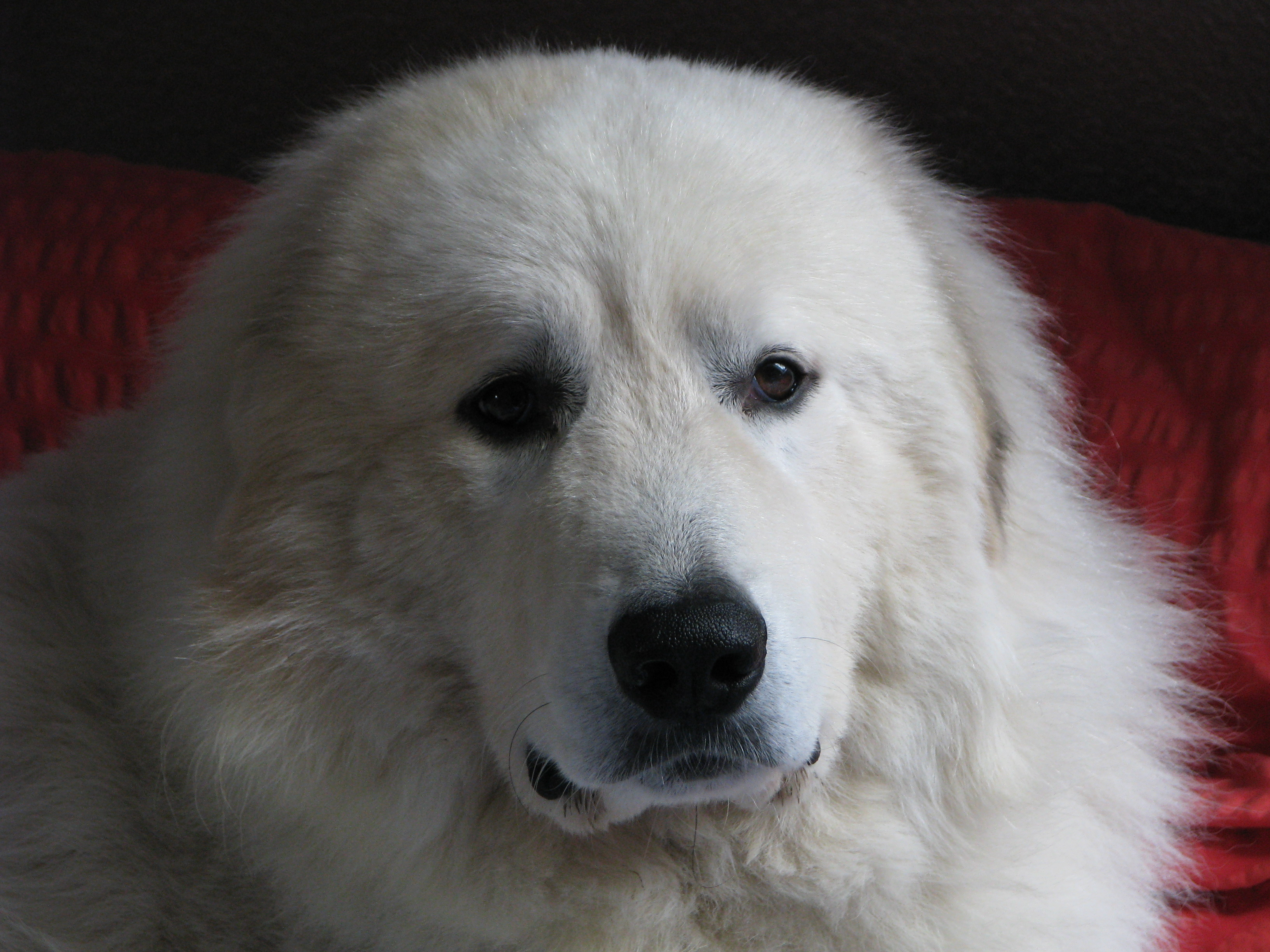
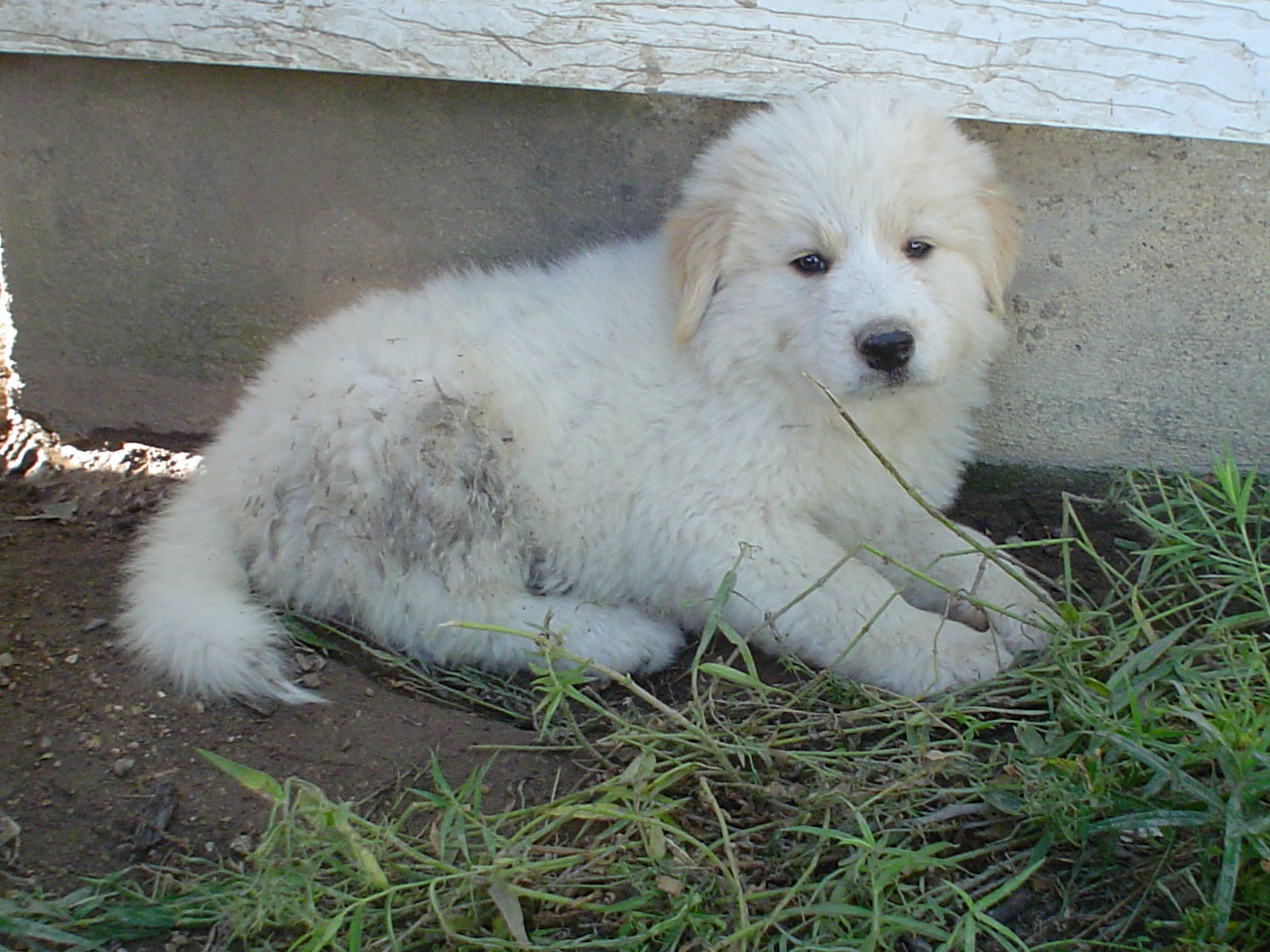
Великий піренейський гірський собака. Цуценя